# インターチャネル
株式会社インターチャネル（英: Interchannel Inc.）は、かつてエンタテインメントコンテンツソフトウェアの企画・販売を営んでいた会社。

## 概要
インデックスグループ内でコンピュータソフト・映像ソフトを統括する中間持株会社の株式会社インデックス・ヴィジュアルアンドゲームズと、主にソフトウェアの開発・販売を営んでいた株式会社インターチャネル・ホロンの合併により株式会社インターチャネルとなる。
「インターチャネル」とは『interactive』（双方向）と『channel』（経路）を組み合わせた造語。旧社名に含まれていた「ホロン」は物の構造を表す概念という意味。
かつてはアダルトゲームを初め各種コンピュータゲームから家庭用ゲームへの移植をはじめ、海外ゲームタイトルの国内移植、小学生、中学生向けの教育ソフト、PC向け各種ユーティリティソフトにいたるまで、幅広いジャンルのソフトウェアを販売しているだけでなく、各種携帯電話向けサイトの運営も行っていたが、後述するようにそれらの事業は全て他社に事業譲渡しており、その後は映像作品の企画、製作、販売が主な業務となっていた。

## 沿革

### 旧NECインターチャネルから「インターチャネル」へ
1995年（平成7年）10月、日本電気およびNECアベニューなどのNECグループのソフトウェア関連部門を分離・統合して、NECインターチャネル株式会社として創業。2004年（平成16年）3月に日本電気が保有していた大部分（7割相当）の株式が株式会社インデックスに譲渡され、NECグループから離れたのを契機に、2004年（平成16年）7月1日に、株式会社インターチャネルに社名を変更。
2005年（平成17年）、音楽・映像ソフト制作事業の大半をアイシーアベニュー音楽出版（NECアベニュー音楽出版→アイシーアベニュー音楽出版→ティー ワイ エンタテインメント）に譲渡、同社はインデックスが株式を全取得し、2006年（平成18年）4月1日にインデックスミュージックとなった。これに伴い、インターチャネルはゲームを始めとするソフトウェア開発が中心業務となったが、インターチャネル側の音楽・映像ソフト制作部門もコンピュータゲーム原作のアニメ（「ラムネ」「Soul Link」など）を中心に、一部存続した。

### 旧ホロン
1996年（平成8年）10月に有限会社として設立、1998年（平成10年）1月に株式会社に改組。ビジネス向けテンプレート集やタイピング練習ソフト、セキュリティソフト、PC向けゲームソフトなどの企画・販売を行っており、またLinuxディストリビューション「HOLON Linux」の開発発売や、DivX Networksとの提携によるDivXPro Video Encoderの日本での総代理店になるなど、様々な分野での事業展開を広げていた。
2002年（平成14年）にピーエイの子会社となったが、2003年（平成15年）には幻冬舎へ株式を譲渡、その株式はさらに2005年（平成17年）にインデックスへ譲渡され、インデックスの子会社となった。

### インデックス傘下
2006年（平成18年）1月5日にインターチャネル、ホロン、デックスエンタテインメントが共同で持株会社インデックス・ヴィジュアルアンドゲームズを設立し、それぞれ同社の完全子会社となった。そして同年8月1日にはインターチャネルがホロンを吸収合併し、インターチャネル・ホロンに社名変更。インターチャネルの名前はブランド名として存続（同年、クリエイターの多部田俊雄が独立し、株式会社プロトタイプを設立）。
2007年（平成19年）11月1日付でエンターテインメント第1事業部のコンシューマゲーム事業と映像事業をガンホー・オンライン・エンターテイメントに譲渡、新たにガンホー・ワークスが設立。
2008年（平成20年）8月11日にインデックス・ヴィジュアルアンドゲームズが子会社であるインターチャネル・ホロンと合併し、インターチャネルに社名変更。

### コンシューマ事業からの撤退
2009年（平成21年）9月1日付で、「競馬道OnLine」などのPCサイト・「F1ケータイグランプリ」などの携帯電話向けサイト等の運営事業を、会社分割・営業譲渡によりインターグロー（現・オーイズミ・アミュージオ）に譲渡。
さらに2010年（平成22年）3月1日付で、コンシューマ向けゲームソフト関連の事業をライトウェイトへ譲渡。これにより、同社は映像作品の企画、製作、販売に注力していくこととなった。この事業譲渡は一部債権を踏み倒す目的で行われたものとして、業務委託先企業から訴訟を提起されている。

## 主な製品一覧

### パソコン用ソフト
NECインターチャネル
- 「NOAH'S ARK」（ハイブリッドCD-ROM）
- 「むすめふさほせ百人一首」（ハイブリッドCD-ROM）
- 「競馬道」シリーズ（競馬予想支援ソフト、最新作は「競馬道GT3」）
- 「できる学習クラブ ケンチャコ大冒険」シリーズ（小学生向け教育ソフト）
- PCHOMEシリーズ（低価格ソフトウェア群）
- V3 ウイルスブロック インターネットセキュリティ
- チリチリらんど
- かんたんPDF編集
- 漢字の森のロビンフッド
- BackupMyPC Deluxe
- ファイル救出 データメディック
- タイピングソフト

ホロン
- 北斗の拳 激打シリーズ（タイピング練習ソフト、発売元:SSIトリスター）
- マッハ激シリーズ（ユーティリティソフト、発売元:SSIトリスター）
- あしたのジョー 闘打シリーズ（タイピング練習ソフト、発売元:SSIトリスター）
- Pia♥キャロットへようこそ!!3 ヒロインズFunBox（タイピング練習ソフト）
- Virus Killer（ウイルス対策ソフト）
- HOLON Linux（Linuxディストリビューション）
- X on Windows（Linuxエミュレーターソフト）
- DVD2oneシリーズ
- PowerDVD6 Special
- HOLON HyperDVD Author
- DivX Pro Video Encoder Pack
- DaViDeoシリーズ
- Carrara Studio（3DCGソフトウェア）ver.2および3のみ

### コンシューマー機用ゲームソフト
インターチャネルブランド。斜字表記は、ハード（不明の場合は未表記）・移植元のブランド・原題の順。

#### 1996年
- 「ぷよぷよCD通」（PCエンジンSUPER CD-ROM2、コンパイル「ぷよぷよ通」）
- 「DE・JA」（エルフ）
- 「同級生if」（セガサターン、エルフ「同級生」）
- 「天地無用!魎皇鬼FX」（PC-FX、NECアベニュー「天地無用!魎皇鬼」）

#### 1997年
- 「同級生2」（セガサターン、エルフ）

#### 1998年
- 「Piaキャロットへようこそ!!2」（セガサターン・ドリームキャスト他、カクテル・ソフト）
- 「センチメンタルグラフティ」（セガサターン）
- 「BLACK/MATRIX」（セガサターン）

#### 1999年
- 「フレンズ 〜青春の輝き〜」（セガサターン他、フェアリーテール「同窓会」）
- 「With You 〜みつめていたい〜」（セガサターン他、カクテル・ソフト）
- 「BLACK/MATRIX AD」（セガサターン）
- 「FAVORITE DEAR」（PlayStation）

#### 2000年
- 「絆という名のペンダント with TOYBOXストーリーズ」（PlayStation、カクテル・ソフト「With You 〜みつめていたい〜」「うぃずゆーTOYBOX（ミニシナリオのみ）」のセット）
- 「Kanon」（ドリームキャスト、Key）
- 「Piaキャロットへようこそ!!2.2」（ゲームボーイカラー、カクテル・ソフト「Piaキャロットへようこそ!!2」の外伝）
- 「センチメンタルグラフティ2」（ドリームキャスト）
- 「夏色剣術小町」（PlayStation）
- 「メルクリウスプリティ 〜end of the century〜」（ドリームキャスト）

#### 2001年
- 「Canvas 〜セピア色のモチーフ〜」（ドリームキャスト、PlayStation 2、カクテル・ソフト）
- 「Piaキャロットへようこそ!!2.5」（ドリームキャスト、カクテル・ソフト「Piaキャロットへようこそ!!2」及び同2.2のセット）
- 「カナリア 〜この想いを歌に乗せて〜」（ドリームキャスト、PlayStation 2、フロントウイング）
- 「AIR」（ドリームキャスト、PlayStation 2、Key）
- 「春雨曜日」（ドリームキャスト、PlayStation 2）
- 「エンジェルプレゼント」

#### 2002年
- 「みずいろ」（ドリームキャスト、PlayStation 2、ねこねこソフト）
- 「同窓会2 〜again&refrain〜」（ドリームキャスト、F&C FC01「同窓会again」「同窓会refrain」）
- 「ELYSION 〜永遠のサンクチュアリ〜」（ドリームキャスト、PlayStation 2、Terios）
- 「パンドラの夢」（ドリームキャスト、ぱじゃまソフト）
- 「BLACK/MATRIX 2」

#### 2003年
- 「Piaキャロットへようこそ!!3」（ドリームキャスト、PlayStation 2、F&C FC02）
  - PlayStation 2版のタイトルは「Piaキャロットへようこそ!!3 round summer〜」
- 「魔女のお茶会」（ドリームキャスト、フロントウイング）
- 「白詰草話 -EPISODE OF THE CLOVERS-」（ドリームキャスト、Littlewitch）
- 「人魚の烙印」（PlayStation）
- 「あいかぎ 〜ひだまりと彼女の部屋着〜」（PlayStation、F&C FC02）
  - PlayStation 2版のタイトルは「あいかぎ 〜ぬくもりとひだまりの中で〜」
- 「SNOW」（ドリームキャスト、PlayStation 2、スタジオメビウス）
- 「インタールード」（ドリームキャスト、PlayStation 2）
- 「学園ヘヴン BOY'S LOVE SCRAMBLE!」（PlayStation 2、Spray）

#### 2004年
- 「たまきゅう」（ドリームキャスト、フェアリーテール月星組）
- 「好きなものは好きだからしょうがない!!FIRST LIMIT&TARGET NIGHTS」（PlayStation 2、プラチナれーべる）
- 「BLACK/MATRIX 00」
- 「Piaキャロットへようこそ!!3.3」（ゲームボーイアドバンス、F&C FC02「Piaキャロットへようこそ!!3」の外伝）
- 「Clover Heart's 〜looking for happiness〜」（PlayStation 2、ALcot「Clover Heart's」）
- 「好きなものは好きだからしょうがない!!-RAIN-」（プラチナれーべる）
- 「DESIRE」（シーズウェア）
- 「フレンズ 〜青春の輝き〜」
- 「センチメンタルプレリュード」（PlayStation 2）
- 「帝国千戦記」（PlayStation 2、郎猫儿）
- 「魔女っ娘ア・ラ・モード 唱えて、恋の魔法!」（PlayStation 2、F&C FC01「魔女っ娘ア・ラ・モード」）

#### 2005年
- 「家族計画 〜心の絆〜」（PlayStation 2、D.O.「家族計画」）
- 「120円の春 ¥120Stories」（PlayStation 2）
- 「学園ヘヴン おかわりっ!」
- 「そして僕らは、…and he said」（Spray）
- 「ラムネ 〜ガラスびんに映る海〜」（PlayStation 2、ねこねこソフト「ラムネ」）
- 「リラックマ〜おじゃましてます2週間〜」（PlayStation 2）
- 「リアライズ -Panorama Luminary-」（PlayStation 2、プレイム「リアライズ」）
- 「七田式トレーニング 右脳鍛錬ウノタンDS 瞬カン勝負!記憶力」
- 「七田式トレーニング 右脳鍛錬ウノタンDS 瞬カン勝負!集中力」
- 「七田式トレーニング 右脳鍛錬ウノタンDS 瞬カン勝負!判断力」

#### 2006年
- 「CLANNAD」（PlayStation 2、Key）
- 「乙女的恋革命★ラブレボ!!」（ニンテンドーDS・PlayStation 2）
- 「薔薇ノ木ニ薔薇ノ花咲ク -Das Versprechen-」（Cyc Rose「薔薇ノ木ニ薔薇ノ花咲ク」）
- 「Soul Link EXTENSION」（PlayStation 2、Navel「Soul Link」）
- 「七田式トレーニング 右脳鍛錬ウノタン ポータブル」
- 「TOCA RACE DRIVER2 ULTIMATE RACING SIMULATOR」（PlayStation 2、コードマスターズ）

#### 2007年
- 「Palais de Reine / パレドゥレーヌ」（PlayStation 2、工画堂スタジオ「パレドゥレーヌ」）
- 「MARVEL ULTIMATE ALLIANCE」（PlayStation 3・Wii）
- 「エコリス」
- 「Chanter -キミの歌がとどいたら#-」（PlayStation 2、Terios）

#### 2008年
- 「School Days L×H」（PlayStation 2、0verflow「School Days」） 正確にはガンホー・ワークスからの発売
- 「イースDS」（ニンテンドーDS、日本ファルコム「イース」）
- 「イースIIDS」（ニンテンドーDS、日本ファルコム「イースII」）
- 「DEMENTIUM 閉鎖病棟」（ニンテンドーDS）
- 「放課後ミステリークラブ 26の扉」
- 「イルミスライト ひかりのパズル」

#### 2009年
- 「スカシカシパンマンDS 「しょこたん」こと中川翔子プロデュース」
- 「ゆっくり楽しむ大人のジグソーパズルDS わたせせいぞう LOVE 海とブルー」
- 「あわたま」
- 「もっと!ハムスターと暮らそう 赤ちゃんが生まれたよ」
- 「キャラチェンコ」(ニンテンドーDS/ニンテンドーDSi/ニンテンドー3DS両対応ソフト)

### 映像作品
2006年以前のタイトルはティー ワイ エンタテインメント（旧インデックスミュージック）も参照
旧エンターテインメント第1事業部製作作品
- パタリロ西遊記!
- ラムネ
- Soul Link
- 学園ヘヴン BOY'S LOVE SCRAMBLE!
- ひとひら
- ドージンワーク

旧エンターテインメント第1事業部以外による製作・発売作品
- 魔法遣いに大切なこと 〜夏のソラ〜
- スイスイ!フィジー!
- 北斗の拳 ラオウ外伝 天の覇王
- 東京魔人學園剣風帖 龍龍
- キツネちゃん、何しているの?
- RIDEBACK -ライドバック-

## 在籍したクリエイター
- 多部田俊雄